# ティテュオスの罰 (ミケランジェロ)
『ティテュオスの罰』（ティテュオスのばつ、伊: La punizione di Tizio, 英: The Punishment of Tityus）は、イタリア・ルネサンスの芸術家ミケランジェロによる素描の1つである。1532年に制作されたのち友人のトンマーゾ・デイ・カヴァリエーリ（Tommaso dei Cavalieri）に贈られたものであり、ミケランジェロとの関係が、またこの素描を贈ったミケランジェロの意図がいかようなものであったのかの研究材料になっている。裏面には復活したキリストが描かれている。

## 概説
素描には、大きな岩に縛られた様子の神話上の人物ティテュオスが描かれており、岩の上には悲鳴をあげているかのように口を開けた人間の横顔を象った、何らかの植物か木の幹が根を張っているように見える。手前部分と背景は水平線以外空白であるため、岩が唯一位置を示すものとなっている。ティテュオスの体は、頭は後ろに捻られ、右腕は頭上で縛られ、左腕は実際には手が見えないものの腰で縛られているものと思われる。ティテュオスの右足は平らで、左足は直角に曲がっており頭上には、人間とほぼ同じ大きさのハゲタカがいる。このハゲタカはティティウスのねじれた体の上に寄りかかっており、左右の翼はほぼ完全に伸び、その頭をティティウスの体の中央部に少し近づけている。

## トンマーゾ・デイ・カヴァリエーリ
この素描は、当時57歳だったミケランジェロが23歳のトンマーゾ・デイ・カヴァリエーリに贈ったプレゼンテーション用の絵画群の1つである。カヴァリエーリは、1532年から1564年に亡くなるまでミケランジェロと非常に親しい友人であった若いローマの貴族だった。
二人が大量の手紙や書簡を交わしていたために、この二人の関係は学者によって精査されてきた。ミケランジェロは、詩や先に述べた素描とともに、カヴァリエーリに多くの手紙を書いている。カヴァリエーリに宛てた多くのソネットの中で、ミケランジェロは若い貴族への「計り知れない愛」に言及し、カヴァリエリの名前を使って「私は武装したカヴァリエーリ（騎兵の意）の捕虜だ」と、自らの愛情を駄洒落で表現している。なお、1532年に贈られたソネットはミケランジェロが生涯制作したソネットのうち最長のものであるという。

## ホモエロティシズムの可能性
ミケランジェロがカヴァリエーリのために描いた一連の絵画は、完成品であった。ミケランジェロが最初の作品群を渡したのは1532年のことであり、この中には含まれている、ティティオスとガニュメデスの絵について学者たちは、ホモエロティシズム（Homoeroticism）のニュアンスがあると解釈している。例えば、神話におけるティティオスは、アポロンの母レトをレイプしようとした。これによる罰として、ティテュオスは二羽のハゲタカがその肝臓を永久につつくことのできるように、黄泉の国（Hades、特定の神を意味するハデスとは異なる）の岩に鎖でつながれることとなった。このことから、この絵は、決して叶うことのない恋慕や愛を表現したものとして解釈することができるという。また、肝臓は「情欲の座」とも呼ばれることから、ミケランジェロのカヴァリエーリに対する片思いの情景とも考えられる。
ガニュメデスの絵についても、同様のホモエロティシズムの解釈を行うことができる。まず神話において、ガニュメデスはゼウスの酌人（Cupbearer）であった。ゼウスはこの若い酌人に強い欲を抱き、鷲の姿になってオリンポス山に連れ出した。この文脈では、ガニュメデスは若いカヴァリエリを、鷲は成熟した圧倒的なミケランジェロを表しているのではないだろうかとされており、このシーンは、ミケランジェロのカヴァリエリに対する肉体的な欲望を視覚的に表現したものであるのかもしれないという。
同性愛に付随する社会的な烙印のためにミケランジェロがこのような絵やソネット、手紙を使って自分の愛情を告白するのは、理に適っているということができるという。たとえフィレンツェに広範な同性愛者のコミュニティがあったといえど、ミケランジェロの信仰は、若い貴族に対する自分の気持ちをオープンにすることを許さなかったのだ。また、ミケランジェロは他の青年と関係を持っていることで何度も指摘されていた。一連のホモエロティシズミックな絵は、ミケランジェロにとって、人目を避け、そしてゴシップを避けて自分の気持ちを表現する手段だった可能性がある。

## 第二の仮説
もうひとつの解釈として、この作品群はカヴァリエーリに絵を教えるために描かれたものであるというものがある。これはジョルジョ・ヴァザーリが、カヴァリエーリは「絵を学ぶために」これらの作品を与えられたと述べていることに基づいている。また、ティテュオスの絵の裏面には、ティティオスが復活したキリストの姿に描き直されている。もともと裏面のトレースはミケランジェロが行ったと考えられていたが、現在ではカヴァリエーリがデッサンの練習としてキリストの絵を完成させたのだと考える学者もいる。カヴァリエーリの筆跡は、ミケランジェロから贈られた「パエトンの墜落」の模写などのカヴァリエリのデッサンがいくつか発見されたことで特定することが容易になっている。
もう一つこれらの絵画が教材であることを示すものとして、カヴァリエーリに渡された4枚のプレゼンテーション用の絵（『ティテュオス』『ガニュメデス』『パエトンの墜落』『イル・ソグナトレ（Il sognatore）』）は、いずれも主人公の人物が異なる方向を向いていることが挙げられる。例えば、『ティテュオス』の人物は頭を下にして左を向いているが、『イル・ソグナトレ』のは頭を上にして右を向いており、『ガニュメデス』のは真上に、『パエトンの墜落』のは逆さまになっている。この4枚の絵は、四方八方に身体を向けており、カヴァリエーリに男性裸体像の基本的な体位の描き方を示したと考えられる。

## 結論
カヴァリエーリへ贈られた素描は、その高い完成度と、ミケランジェロのセクシュアリティを示唆している可能性があることから、研究者の間で関心を集めてきたのみならず、ホモエロティシズムの表現、或いはカヴァリエーリに絵の描き方を教えるための教材であるとも論じられている。また、ティテュオスが特に興味深いものとされているのは、裏面に描かれたキリストの描写があったためである。この背面図が何のために描かれたのか、誰が描いたのか、学者の間ではいまだに謎のままである。